# Reichendorf
Reichendorf est une ancienne commune autrichienne du district de Weiz en Styrie.
Elle est aujourd'hui intégrée à la municipalité de Pischelsdorf am Kulm.